# Schedotrioza marginata
Schedotrioza marginata är en insektsart som beskrevs av Taylor 1987. Schedotrioza marginata ingår i släktet Schedotrioza och familjen spetsbladloppor. Inga underarter finns listade i Catalogue of Life.